# Феллоуз, Роберт
Роберт Феллоуз, барон Феллоуз (англ. Robert Fellowes, Baron Fellowes, род. 11 декабря 1941, Сандрингем, Норфолк, Великобритания — 29 июля 2024, графство Норфолк, Великобритания) — британский придворный, личный секретарь королевы Елизаветы II (1990—1999), член Палаты лордов (1999—2022).
Родился в Сандрингеме 11 декабря 1941 года. Сын сэра Уильяма Обермарля Феллоуза (1899—1986), майора Шотландской гвардии и земельного агента, и его жены Джейн Шарлотты Фергюсон. По отцу — представитель младшей ветви баронов де Рамсей. Дед по матери — бригадир-генерал Олжернон Френсис Холфорд Фергюсон (1867—1943), прадед Сары, герцогини Йоркской.
Окончил Итонский колледж. В 1960—1963 годах служил в Шотландской гвардии. С 1963 года работал в банковской сфере, с 1964—1977 гг. в фирме Allen Harvey and Ross Ltd, с 1968 г. управляющий директор.
С 1977 года служил при королевском дворе. С 1990 года личный секретарь королевы, и с этого времени получил право пожизненно носить приставку к имени Right Honourable (достопочтенный).
Оставил свой пост в феврале 1999 года. Получил пожизненное пэрство 12 июля 1999 года с титулом «барон Феллоуз». Заседал в Палате лордов до выхода в отставку 10 февраля 2022 года.
Он был с 20 апреля 1978 года женат на леди Джейн Спенсер, старшей сестре Дианы Спенсер, принцессы Уэльской. Дети:
- Лора Джейн — родилась 19 июля 1980 года;
- Александр Роберт, родился 23 марта 1983 года;
- Элеанора Рут, родилась 20 августа 1985 года.

Умер в Норфолке 29 июля 2024 года в возрасте 82 лет. На похоронах присутствовали его племянники — принц Уильям и принц Гарри.
Награды:
- Медаль Серебряного юбилея королевы Елизаветы II (06.02.1977)
- Кавалер четвёртого класса Королевского Викторианского ордена (11.06.1983)
- Компаньон ордена Бани (31.12.1986)
- Рыцарь-командор Королевского Викторианского ордена (17.06.1989)
- Рыцарь-командор ордена Бани (31.12.1990)
- Кавалер Большого креста Королевского Викторианского ордена (15.06.1996)
- Кавалер Большого креста ордена Бани (31.12.1997)
- Кавалер ордена «За службу королеве» (31.12.1998).